# 美国太空司令部太空军
美国太空司令部太空军（英语：United States Space Forces – Space，缩写S4S），简称太空司令部太空军，是美国太空军的组成部队司令部（Component Field Command），以及美国太空司令部的太空组成部队。
根据美国太空军作战部长钱斯·萨尔茨曼上将的指示，美国太空军于2023年12月6日成立了S4S作为对接美国太空司令部的太空军军种组成部队。S4S对执行保护、防御任务的太空军部队行使作战指挥权，并在授权时对执行这些任务的其他军种部队进行战术指挥。此外，S4S还代表美国太空司令部指挥官开展联合太空作战。
2024年1月8日，美国太空司令部成立联军联合部队太空组成部队司令部（Combined Joint Force Space Component Command，缩写C/JFSCC），并停用联军太空组成部队司令部（CFSCC）和太空防御联合特遣部队（JTF–SD）。S4S指挥官兼任C/JFSCC指挥官，并被授权指挥隶属或配属到美国太空司令部的所有美国太空军部队以及先前隶属或配属到CFSCC和JTF-SD的联合部队。

## 历任指挥官
| 任次 | 肖像 | 姓名                               | 军衔 | 就任时间      | 卸任时间 |
| ---- | ---- | ---------------------------------- | ---- | ------------- | -------- |
| 1    |      | 道格拉斯·A·席斯 Douglas A. Schiess | 中将 | 2023年12月6日 | 现任     |